# Tetrops gilvipes
Tetrops gilvipes là một loài bọ cánh cứng trong họ Cerambycidae.